# Бокюз, Поль
Поль Бокюз (фр. Paul Bocuse, 11 февраля 1926,  д. Коллонж-о-Мон-дʼОр, Франция — 20 января 2018, там же) — французский шеф-повар и ресторатор, один из основоположников «новой кухни» (фр. nouvelle cuisine).

## Биография

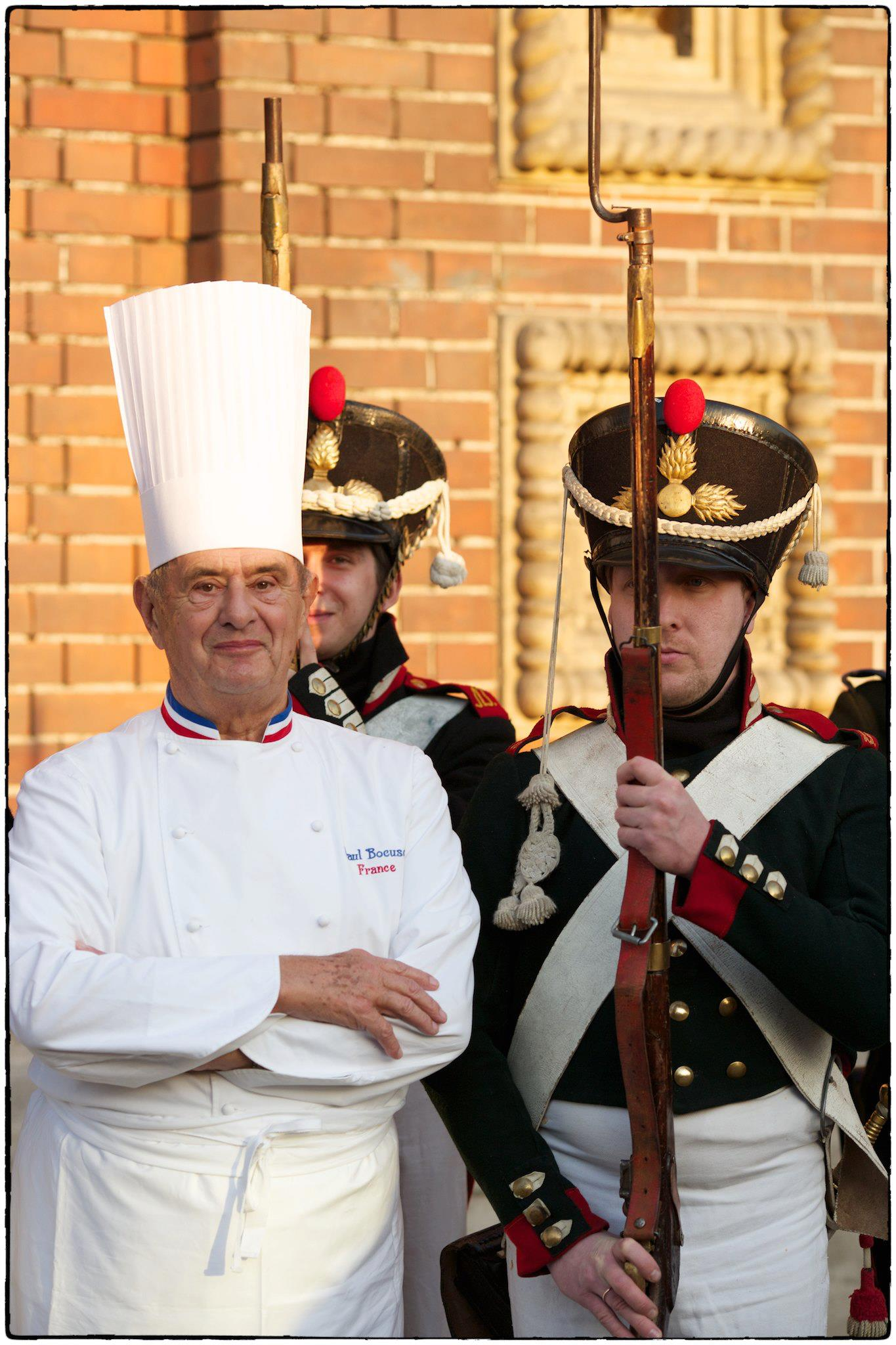
Поль Бокюз в Москве, около французского посольства, 2007

Бокюз родился 11 февраля 1926 года в деревне Коллонж-о-Мон-д’Ор близ Лиона в семье потомственных кулинаров, которая вела своё дело с XVII века. Однако в 1921 году Жозеф, его дед, продал семейный ресторан вместе с правом использования фамильного бренда.
Обучаться кулинарному мастерству Поль Бокюз начал ещё с детства, работая помощником в одном из ресторанов Лиона.
В 1944 году вступил добровольцем во Французскую армию освобождения. Во время сражения в Эльзасе Бокюз получил ранение, после чего ему было сделано переливание крови в американском полевом госпитале. Награждён Военным крестом.
По окончании войны он вернулся в Лион, где поступил на работу в ресторан Матушки Бразье (фр. La Mère Brazier), а через несколько лет стал учеником известного шеф-повара Фернана Пуана. В 1961 году Бокюз смог продолжить своё семейное дело, вернувшись на работу в ресторан отца. В том же году его ресторан получил первую звезду Мишлен, а сам Бокюз был удостоен звания «Лучший повар Франции». Год спустя ресторан получил вторую звезду Мишлен, а в 1965 стал обладателем трёх звёзд. В 1966 году он смог выкупить назад фамильный бренд, и над крышей его заведения появилась фирменная вывеска «Бокюз».
В 1975 году Поль Бокюз был награждён орденом Почётного легиона. По этому случаю в Елисейском дворце состоялся торжественный президентский приём, на котором был подан приготовленный Бокюзом суп из трюфелей. Блюдо получило название V.G.E. — в честь участвовавшего в приёме президента Франции Валери Жискар д’Эстена (название представляло собой инициалы его имени: Valéry Giscard d’Estaing). С тех пор суп из трюфелей стал одним из главных блюд в личном ресторане маэстро.
В 1970-е годы Бокюз вместе с единомышленниками выступил одним из основоположников «новой кухни» (фр. nouvelle cuisine), акцентировавшей внимание на качестве и естественности продуктов и пониженной калорийности блюд. В 1987 году он учредил международный кулинарный конкурс «Золотой Бокюз» (Bocuse d’Or), ныне считающийся самым престижным международным конкурсом высокой кухни. В 1989 году очень уважаемый французский ресторанный гид Gault Millau присудил Бокюзу звание шеф-повара века.

## Болезнь и смерть
Поль Бокюз скончался 20 января 2018 года в деревне Коллонж-о-Мон-дʼОр в возрасте 91 года. Бокюз в последние годы страдал болезнью Паркинсона. Похоронен в предместье Лиона Коллонж-о-Мон-д’Ор.

## Книги
- Поль Бокюз. Кухня по сезонам. Все вкусное с рынка. — М.: «Астрель», 2012. — 304 с. — ISBN 978-5-271-40029-2.

- Поль Бокюз. Мои лучшие рецепты. — М.: «Астрель», 2012. — 304 с. — ISBN 978-5-271-39930-5.

- Поль Бокюз. Десерты. — М.: «Астрель», 2012. — 288 с. — ISBN 978-5-271-40028-5.